# 布加勒斯特九国
布加勒斯特九国（波兰语：Bukaresztańska Dziewiątka；罗马尼亚语：Formatul Bucureşti），缩写为B9或B-9，是在罗马尼亚总统克劳斯·约翰尼斯和波兰总统安杰伊·杜达双边会见期间倡议下于2015年11月4日在罗马尼亚首都布加勒斯特成立的组织。
成员包括保加利亚、捷克、爱沙尼亚、匈牙利、拉脱维亚、立陶宛、波兰、罗马尼亚和斯洛伐克。该组织的出现主要是由于俄罗斯在2014年从乌克兰吞并克里米亚及其对乌克兰东部的干预后俄罗斯表现出的侵略态度。九国的所有成员都是前苏联的一部分或已解散的苏联领导的华沙条约组织的成员国。